# 入江春倫
入江 春倫（いりえ はるとも/はるみち、生年不明 - 正平7年/文和元年（1352年））は、鎌倉時代から南北朝時代にかけての武士。左衛門尉。父は入江義春或いは入江清治。子に忠景、春則。油井治倫と同一人物の可能性もある。
入江氏は駿河の地頭。出自は『姓氏家系大辞典』や『尊卑分脈』では藤原南家の流れを汲む工藤氏、『肥後入江系図』では清和源氏満政流となっている。
『太平記』によると、元弘元年（1331年）、鎌倉幕府打倒を志す後醍醐天皇が挙兵した笠置山の戦いでは、春倫は一族千二百騎余を率い幕府方として従軍した。幕府滅亡後は、後醍醐に降り入江荘地頭職を安堵されている。
建武2年（1334年）、中先代の乱で北条時行に敗れた足利直義が、成良親王を奉じ鎌倉から東海道へ下って来た際、春倫は北条へ味方しようとする一族を一喝し足利方に味方した。春倫は一族を率い直義や新王の元へ駆け付け、時行に呼応した勢力からの防戦に努める。その後、乱は足利尊氏によって鎮圧され春倫は鎌倉へ留まった尊氏に属す。
正平7年/文和元年（1352年）、尊氏に従い北朝方として武蔵野合戦で戦うも戦死した。